# 皇風煎茶禮式
皇風煎茶禮式（こうふうせんちゃれいしき）は、煎茶道の流派の一つ。京都市上京区にあり、全国規模の門人を有する。

## 概要
伝統の煎茶文化を縦軸に礼式作法を横軸に、それを通じた人の修養を重んじ暮らしのなかに生かすお茶を提唱し、森下邦堂（もりしたほうどう）により創立。昭和27年黄檗山管長より煎茶の世界では初めて煎茶道宗匠位、伝衣一丈を拝受している。昭和29年には、皇風煎茶禮式の保存育成と研究普及、豊かな人間性の育成を目的に財団法人清風苑を創立し現在に至っている。
森下邦堂は師弟同行の精神を尊び、共に寝起きをして生活を共にし、共に学び共に汗を流し、生活の中で煎茶礼式を学ぶ姿を尊び、廣瀬淡窓の休道の詩が清風苑茶室にも掲げられているように、教育として煎茶礼式をとらえていたことが窺える。その精神は徳富蘇峰氏よりも激励の言葉があったといわれ、現在の教えにも受け継がれている。
皇風とは、御国振りを意味し、白玉（はくぎょく）－たまのように白く透き通った片寄らない精神をあらわすと言われている。
現家元森下眞翠（もりしたしんすい）家元は、幼少より本格的な禅の修行をし皇風煎茶禮式の家元となったあと、その経歴と煎茶道の世界にいかされている精神を称え、東福寺第16代管長より軒号道号を拝受している。森下高仰（もりしたこうぎょう）も、第30代妙心寺管長より軒号道号を拝受し副家元としての格式を得、平成11年に副家元に就任しており、禅の世界との結びも深く、教えに生かされている。
端正な立ち居振る舞いの作法には、礼法を重んじているという特徴がある。茶道（抹茶）の世界とはまた違った世界観があり、愛好者も多く全国的な門人を有する。